# Pondělní demonstrace

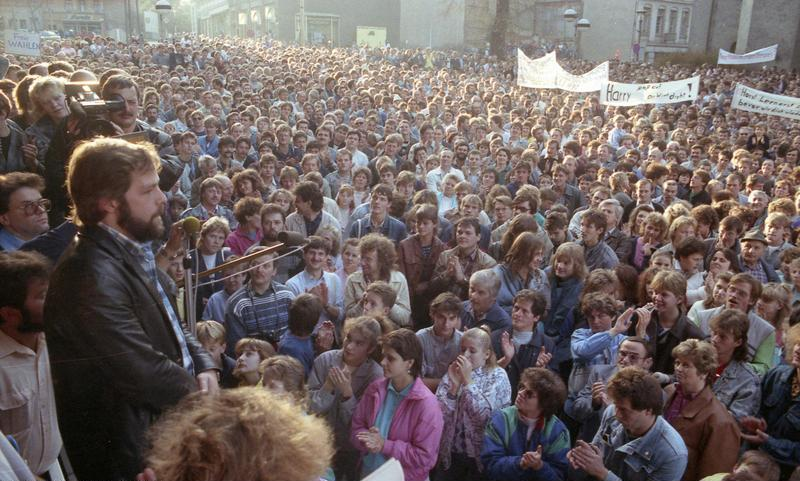
Jedna z Pondělních demonstrací, v německém Plavnu.

Pondělní demonstrace (německy: Montagsdemonstrationen) byly protesty, které se odehrávaly v Německé demokratické republice („východním Německu“) v letech 1989 až 1991 a jsou důležitou kapitolou procesu pádu Berlínské zdi, rozkladu komunistické NDR, pádu komunismu v Evropě a znovusjednocení Německa. Demonstranti tehdy protestovali proti komunistické vládě v NDR. Akce se navzdory zažitému názvu konaly v různé dny v týdnu. K největším ovšem patřily ty v Lipsku, a ty se konaly vždy právě v pondělí, odtud název. První pondělní demonstrace se konala 4. září 1989 na náměstí Karla Marxe v Lipsku (dnes Augustusplatz). Obvykle se rozlišuje pět fází pondělních demonstrací. Nejdůležitější byla ta první, jež skončila 18. prosince 1989, a která vytvořila klíčový tlak na komunistické vedení a vedla k faktickému zhroucení komunistického režimu. Poslední pondělní demonstrace se konala 22. dubna 1991. Demonstrace měly svůj specifický, mírumilovný étos, který jim dal jejich iniciátor a organizátor, luteránský pastor Christian Führer. K pondělním demonstracím se tudíž obvykle nepočítá velká demonstrace na Alexanderově náměstí 4. prosince 1989, která měla jiné organizační a ideové zázemí. Východoněmecké bezpečnostní orgány zpočátku nechávaly protesty spíše bez reakce, ale kolem období oslav 40. výročí NDR (7. října) zahájily represe. Navzdory zvýšené zahraniční pozornosti bylo v celém východním Německu zatčeno kolem 3 500 lidí a mnoho zraněno. 9. říjen stát považoval za „den rozhodnutí“. Shromáždil do Lipska 8000 příslušníků policejních a vojenských jednotek s úmyslem zabránit jakýmkoli demonstracím. Obavy z „čínského řešení“ (viz masakr na Náměstí nebeské klidu) rostly s tím, jak se šířily fámy o nemocnicích, které se narychlo zásobují krevní plazmou. Na shromáždění však dorazilo přesto 70 000 demonstrantů, proti nimž se bezpečnostní složky neodvážily zasáhnout. Egon Krenz později tvrdil, že to byl on, kdo vydal rozkaz nezasahovat, ale pravděpodobně to z obav z masakru učinil místní komunistický vůdce Helmut Hackenberg. Známým skandovaným heslem toho dne se stalo „Wir sind das Volk!“ („My jsme lid!“), který vzkazoval vládě NDR, že ač se lidem neustále ohání, jeho podporu nemá. 9. říjen je často vnímán jako „začátek konce“ NDR. Od roku 2009 se toto datum v Německu připomíná a oslavuje ho Festival světel. 16. října 1989 se na hlavní lipské náměstí dostavilo 120 000 demonstrantů. Dva dny poté odstoupil předseda komunistů Erich Honecker. Za týden již v půlmilionovém městě demonstrovalo 320 000 lidí.  Tento tlak a další klíčové události nakonec vedly k pádu Berlínské zdi 9. listopadu 1989 a brzy i k úplnému konci komunistického režimu v NDR.